# Oblastní rada Mate Jehuda
Oblastní rada Mate Jehuda (hebrejsky מועצה אזורית מטה יהודה‎, mo'aca ezorit Mate Jehuda) je oblastní rada v Jeruzalémském distriktu v Izraeli.
Rozkládá se v kopcovité a přitom hustě osídlené krajině na pomezí pahorkatiny Šefela a Judských hor. Její území vyplňuje prakticky celý takzvaný Jeruzalémský koridor, který začíná na zalesněných kopcích na západním okraji Jeruzalému a pokračuje odtud směrem k západu do okolí města Bejt Šemeš (které ovšem pod jurisdikci rady nespadá) a dál, až na okraj zemědělsky intenzivně využívané pobřežní nížiny. Úřady oblastní rady Mate Jehuda sídlí v komplexu na jižním okraji vesnice Nacham. Rada má velké pravomoci zejména v provozování škol, územním plánování a stavebním řízení nebo v ekologických otázkách.

## Dějiny

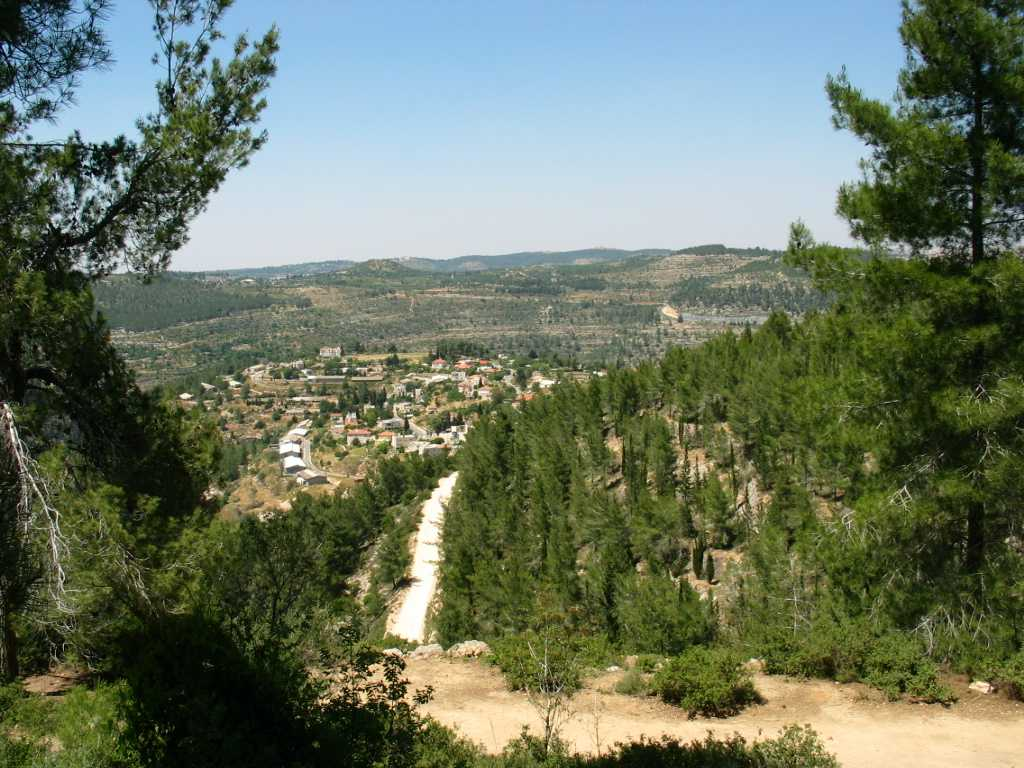
Vesnice Even Sapir a krajina v Judských horách

Jméno oblastní rady je odvozeno od kmene Juda, který zde sídlil v biblických dobách. Novověké židovské osidlování zde začalo vznikat už v době mandátní Palestiny. Tehdy ale šlo o izolované židovské osady na západním předpolí Jeruzalému, vlastní prostor nynějšího Jeruzalémského koridoru zůstával v naprosté většině arabský. Teprve po válce za nezávislost v roce 1948, kdy zdejší region dobyly izraelské síly a zároveň jej zcela opustila arabská populace, zde došlo k dotvoření židovské sídelní sítě. Na jihozápadním okraji oblasti bylo osidlování prováděno po roce 1957 v rámci plánovitého regionálního programu Chevel Adulam.
Oblastní rada Mate Jehuda vznikla roku 1964 sloučením dosavadních několika dosavadních menších oblastních rad (Harej Jehuda, Even ha-ezer, Gizo a ha-Ela). Vzniklo tak regionální sdružení, které je počtem členských obcí (přes 60) největší oblastní radou v Izraeli.

## Seznam sídel
Oblastní rada Mate Jehuda sdružuje celkem 64 sídel. Z toho je 8 kibuců, 41 mošavů, 3 společné osady, 3 židovské vesnice, 2 arabské vesnice a 7 dalších sídel.

### Kibucy
- Cor'a
- Cova
- Har'el
- Kirjat Anavim
- Ma'ale ha-Chamiša
- Nachšon
- Netiv ha-Lamed He
- Ramat Rachel

### Mošavy
- Aderet
- Agur
- Aminadav
- Avi'ezer
- Bar Giora
- Bejt Me'ir
- Bejt Nekofa
- Bejt Zajit
- Beko'a
- Cafririm
- Celafon
- Ešta'ol
- Even Sapir
- Gefen
- Giv'at Je'arim
- Giv'at Ješa'jahu
- Jad ha-Šmona
- Jiš'i
- Kfar Urija
- Ksalon
- Luzit
- Machseja
- Mata
- Mesilat Cijon
- Mevo Bejtar
- Nacham
- Nechuša
- Nes Harim
- Neve Ilan
- Neve Micha'el
- Ora
- Ramat Razi'el
- Sdot Micha
- Šo'eva
- Šoreš
- Tal Šachar
- Ta'oz
- Tarum
- Tiroš
- Zanoach
- Zecharja

### Společné osady
- Nataf
- Srigim
- Cur Hadasa

### Židovské vesnice
- Gizo
- Moca Ilit
- Neve Šalom

### Arabské vesnice
- Ajn Nakuba
- Ajn Rafa

### Další sídla
- Dejr Rafat
- Zemědělská škola Ejn Kerem
- Ejtanim
- Giv'at Šemeš
- Kfar Zoharim
- Kirjat Je'arim
- Jedida

## Demografie
K 31. prosinci 2014 žilo v oblastní radě Mate Jehuda 51 500 obyvatel. Z celkové populace bylo 46 100 Židů. Včetně statistické kategorie „ostatní“ tedy nearabští obyvatelé židovského původu, ale bez formální příslušnosti k židovskému náboženství jich bylo 47 100. Obyvatelstvo je tedy převážně židovské, zbytek tvoří zejména izraelští Arabové.
| Rok  | Obyvatelé |
| ---- | --------- |
| 1961 | 15 800    |
| 1972 | 16 600    |
| 1983 | 23 000    |
| 1995 | 24 500    |
| 2006 | 35 300    |
| 2008 | 39 700    |
| 2009 | 41 700    |
| 2010 | 43 500    |
| 2011 | 45 500    |
| 2012 | 47 700    |
| 2013 | 49 500    |
| 2014 | 51 500    |
| 2016 | 55 100    |
| 2017 | 56 600    |